# Boaz (Wisconsin)
Boaz es una villa ubicada en el condado de Richland en el estado estadounidense de Wisconsin. En el Censo de 2010 tenía una población de 156 habitantes y una densidad poblacional de 167,31 personas por km².

## Geografía
Boaz se encuentra ubicada en las coordenadas 43°19′48″N 90°31′40″O / 43.33000, -90.52778. Según la Oficina del Censo de los Estados Unidos, Boaz tiene una superficie total de 0.93 km², de la cual 0.93 km² corresponden a tierra firme y (0%) 0 km² es agua.

## Demografía
Según el censo de 2010, había 156 personas residiendo en Boaz. La densidad de población era de 167,31 hab./km². De los 156 habitantes, Boaz estaba compuesto por el 98.72% blancos, el 0% eran afroamericanos, el 0% eran amerindios, el 1.28% eran asiáticos, el 0% eran isleños del Pacífico, el 0% eran de otras razas y el 0% pertenecían a dos o más razas. Del total de la población el 0.64% eran hispanos o latinos de cualquier raza.